# Adi Keyh
Cet article concerne Une ville d'Érythrée. Pour le district du même nom, voir Adi Keyh (district).
Adi Keyh (عدي قيح en arabe, ዓዲ ቀይሕ en tigrigna) est une ville d'Érythrée, dans la région du Debub et capitale du district d'Adi Keyh. La ville compte environ 15 000 habitants. Adi Keyh se situe à 72 km au sud d'Asmara, la capitale.

## Géographie

### Localisation
La ville est située dans le centre de l'Érythrée, au sud du district homonyme à la ville et à l'est de la région du Debub, sur l'axe de communication entre Adigrat, en Éthiopie, et Asmara, la capitale. Elle est située entre le parc national du Semenawi Bahri et la frontière érythréo-éthiopienne, au nord d'un oasis.
Elle est distante de 60 kilomètres de Mendefera, la capitale de la région du Debub, et de 72,8 kilomètres d'Asmara, la capitale du pays, en distances orthodromiques.
Les villages les plus proches sont Enda Labhe au nord, Hitseyto au nord-est et Enbeyto et Ziban Zigib à l'ouest.

### Géologie et relief
Adi Keyh se situe sur un plateau des hauts plateaux abyssins ; à l'ouest de la ville, des rivières creusent profondément les roches laissant apparaître d'importantes vallées. Ces rivières et ruisseaux coulent pour rejoindre le Mereb, rivière servant de frontière naturelle jusqu'à Shambuko entre l'Érythrée et l'Éthiopie. Elle se jette dans le Gash qui, comme l'Okavango au Botswana, ne se termine pas dans une étendue d'eau mais prend fin soudainement. L'Haddas, plus à l'est, descend les hauts plateaux pour rejoindre l'Aligedhe, dont le delta se jette dans le golfe de Zula en mer Rouge. La ville se situe à une altitude comprise entre 2 250 mètres et 2 450 mètres.
En raison des différents volcans présents dans la région, de la rhyolite est présente dans les sols de la ville et de la région.

### Hydrographie
L'Haddas, une rivière affluente de l'Aligedhe, prend sa source au centre de la ville, à l'ouest de la route P-3. Elle passe par le vieux lac Banda, coupe la route P-3 et commence sa descente dans une vallée de l'est de la ville, en longeant à l'ouest de grand parc de la ville. Une autre rivière prend source dans la partie ouest et se jette directement dans l'Haddas après un parcours de quelques dizaines de mètres. Du côté de l'aéroport, à une altitude de 2 420 mètres d'altitude, une autre petite rivière prend sa source et va se jeter au sud de la ville dans l'Haddas. Ce sont les seules rivières qui traversent directement la ville, les autres se situant à l'ouest, en dehors du plateau où se situe la ville, et se jettent toutes dans le Mereb.

### Climat
Le climat d'Adi Keyh est sec tout au long de l'année avec des étés courts, chauds et nuageux et des hivers frais laissant un ciel dégagé. De la mi-mai à fin juin, c'est la période chaude, avec une température maximale moyenne pouvant dépasser les 24°C ; avec une température maximale moyenne de 25°C et une température minimale moyenne de 15°C, le mois de juin est le plus chaud et avec une température maximale moyenne de 22°C et une température minimale moyenne de 8°C, décembre est le plus froid. La saison fraîche est plus longue que la saison chaude ; Adi Keyh bénéficiant d'un climat plus doux que le reste de la corne africaine en raison des hauts plateaux abyssins et de son altitude. Cette période fraîche, s'étendant de début octobre à la mi-janvier, est deux fois plus longue que la période chaude.

De début mars à la fin juin, les températures dépassent les 24°C entre midi et 17h ; les moments de la journée les plus frais, entre 7°C et 13°C, se situent entre 23h et 9h du matin de début octobre à la mi-avril. En juin, le mois le plus chaud, il peut faire entre 18°C et 24°C jusqu'à minuit. Son climat est comparable à celui de Ciudad Nezahualcoyotl, au Mexique, et Chinique, au Guatemala.
| Mois                              | jan. | fév. | mars | avril | mai | juin | jui. | août | sep. | oct. | nov. | déc. |
| --------------------------------- | ---- | ---- | ---- | ----- | --- | ---- | ---- | ---- | ---- | ---- | ---- | ---- |
| Température minimale moyenne (°C) | 9    | 10   | 11   | 13    | 14  | 14   | 14   | 14   | 13   | 12   | 10   | 9    |
| Température moyenne (°C)          | 15   | 17   | 18   | 19    | 20  | 20   | 18   | 18   | 18   | 16   | 16   | 15   |
| Température maximale moyenne (°C) | 22   | 24   | 24   | 25    | 24  | 25   | 23   | 22   | 23   | 22   | 22   | 22   |

Les mois les plus nuageux sont les mois les plus chauds ; avec 82% de couverture nuageuse sur la journée en moyenne, le mois de juillet est le plus nuageux tandis que le mois de novembre est le plus dégagé, avec 22% de couverture nuageuse. De la mi-novembre à la fin avril, la couverture nuageuse est de moins de 40%.
La région est très aride entre septembre et juin avec moins d'un jour de pluie par mois entre novembre et février. Les mois les plus pluvieux sont juillet et août, avec plus de dix jours de pluie par mois et une probabilité de précipitation quotidienne de 49% début août.
La ville est située à une latitude où l'ensoleillement journalier ne diffère que très peu entre l'été et l'hiver ; le 21 juin est ainsi le jour le plus long avec treize heures piles d'ensoleillement et le jour le plus court est le 22 décembre avec onze heures et demie d'ensoleillement, soit une différence d'une heure et demi, partageant la journée presque également en deux avec autant d'heures diurnes que nocturnes.

## Urbanisme

### Morphologie urbaine
Le centre de la ville est construit des deux côtés de la principale route, la P-3. La partie occidentale est quadrillée alors que la partie orientale est construite en lignes droites mais non quadrillées. La partie sud-est est la plus dense, avec des commerces et des lieux de cultes plus nombreux ; cette partie se situe à côté du parc qui descend dans la vallée de l'Haddas.

### Voies de communication
Trois routes principales partent du carrefour giratoire de la ville, au nord, dans trois directions. La P-3 part vers le nord en direction de Mareba, Dekemhare et Asmara ; l'autre partie de la P-3 descend vers le sud en direction de Senafe et de l'Éthiopie et la troisième route part à l'ouest en direction de l'Éthiopie et des villages le long du Mereb. Les rues principales de la ville sont goudronnées.

État des routes d'Adi Keyh
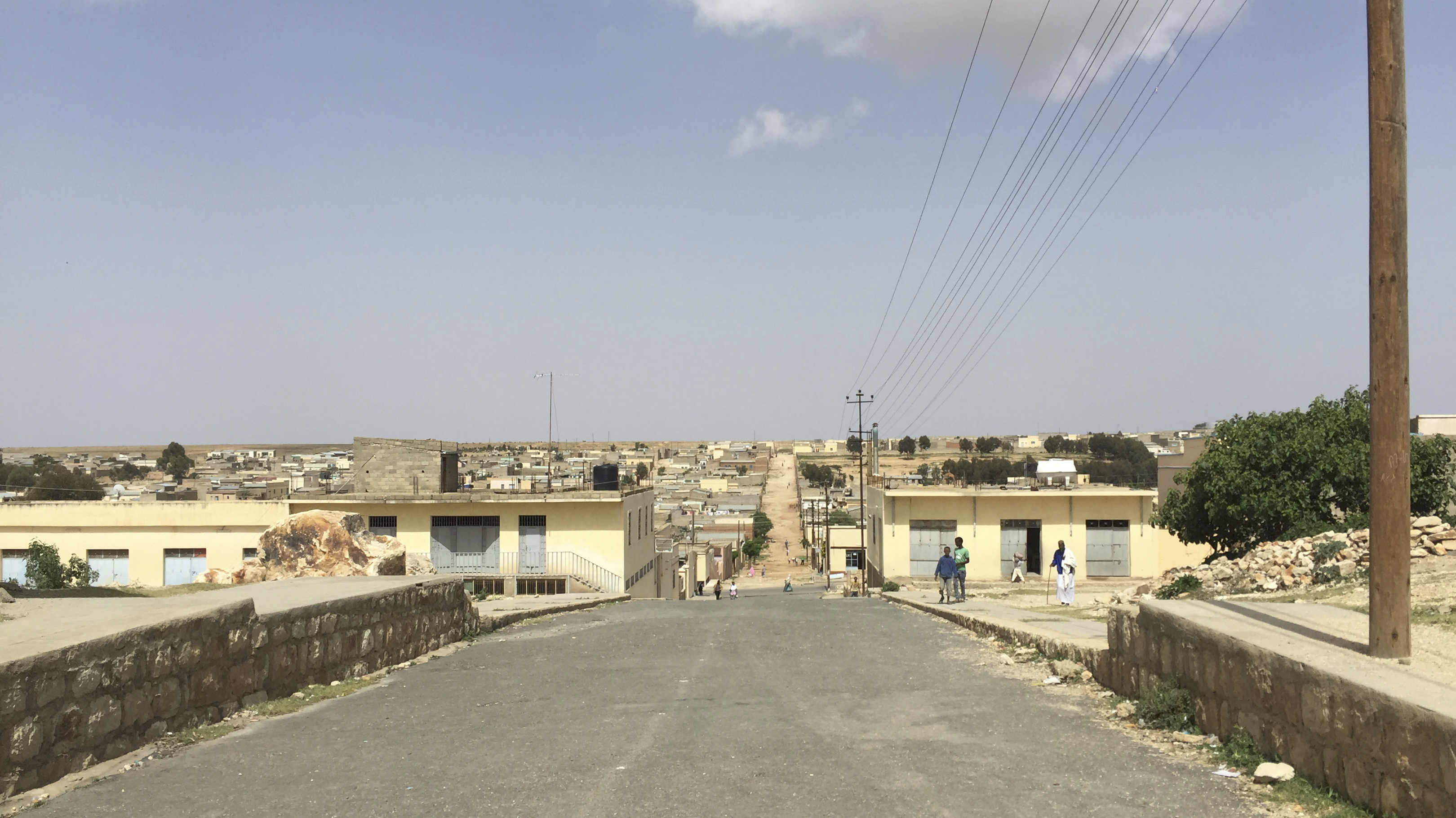
Rue goudronnée.
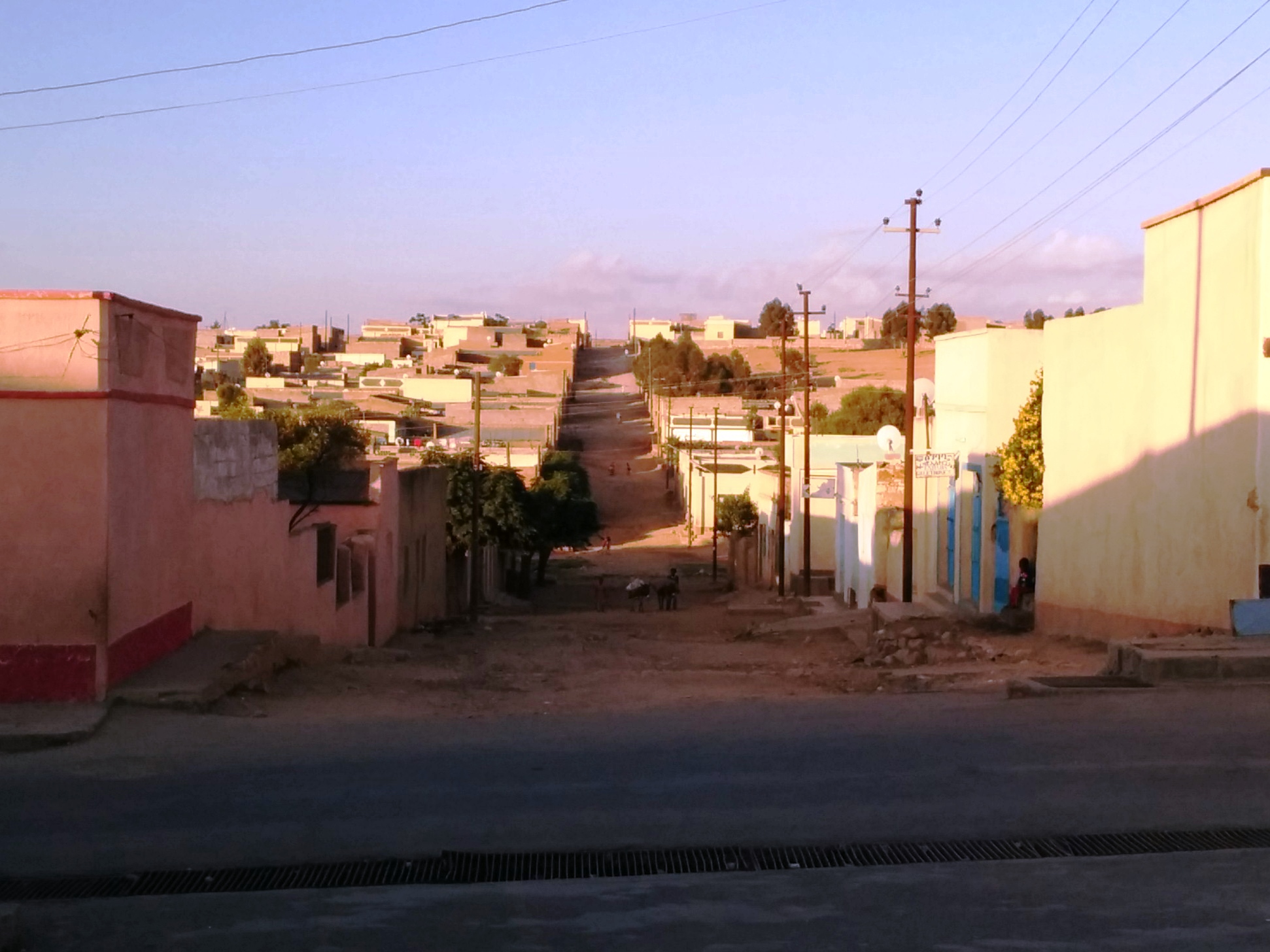
Rue principale goudronnée à l'avant-plan et route secondaire en terre.

## Histoire

### Guerre entre l'Érythrée et l'Éthiopie
Le 17 juin 2000, alors que la guerre entre l'Érythrée et l'Éthiopie bat son plein, le journal Le Monde publie dans son quotidien un article sur les civils érythréens réfugiés dans des camps. Sur la carte que le journal publie, la zone disputée de Tsorona et de Zalembessa se situe au sud d'Adi Keyh et un des deux camps de déplacés érythréens de la guerre se situe à Alba, entre Adi Keyh et Segheneyti. En raison de sa position proche de la frontière, Adi Keyh a joué un rôle important dans l'une des trois zones disputées de la frontière érythréo-éthiopienne qui a déclenché la guerre. Au sud de la ville, les populations d'Adi Keyh ont subi durant la guerre plusieurs tirs d'artillerie éthiopienne, forçant la population à se réfugier dans des abris naturels des montagnes des hauts plateaux abyssins.

### Protestations de 2015
Au sein même de la ville, la diaspora érythréenne érigeait des maisons et les finançait sans que l'État et la banque nationale, la Himbol Bank, ne perçoivent les taxes et impôts de celles-ci. Pour résoudre ce problème de construction illégale, qui ne touchait pas qu'Adi Keyh mais toutes les grandes villes érythréennes, le gouvernement érythréen a lancé en 2015 une campagne pour démolir ces maisons ; à Adi Keyh, les lycéens ont protestés et plusieurs d'entre eux ont été tués par les forces de sécurité d'Érythrée ; Mustafa Nurhussein, alors gouverneur de la région à l'époque, déclarera que le problème était économiquement urgent en raison des fonds échangés sur le marché noir.

## Équipements et services publics

### Enseignement
Il y a cinq établissements d'enseignement à Adi Keyh dont un collège d'arts et de sciences sociales, au nord de la ville, trois écoles primaires situées dans le centre (l'école d'Asquala Habesha, d'Awhne et de Fkrin Selamn) ainsi qu'un collège et un lycée. Les écoles occupent des espaces importants dans la ville en termes de surface au sol ; l'école d'arts et de sciences sociales a son propre espace en dehors de la ville. Si les écoles prennent de la place, c'est principalement dû à la construction de pensionnats pour les enfants des villages alentour qui n'ont pas d'accès à l'école localement ; si les parents des enfants ne peuvent pas payer le pensionnat, l'enfant pensionné doit arrêter sa scolarité et retourner dans son village d'origine.

### Santé
Adi Keyh possède l'un des seuls hôpitaux de la région avec Dekemhare.

### Cultes

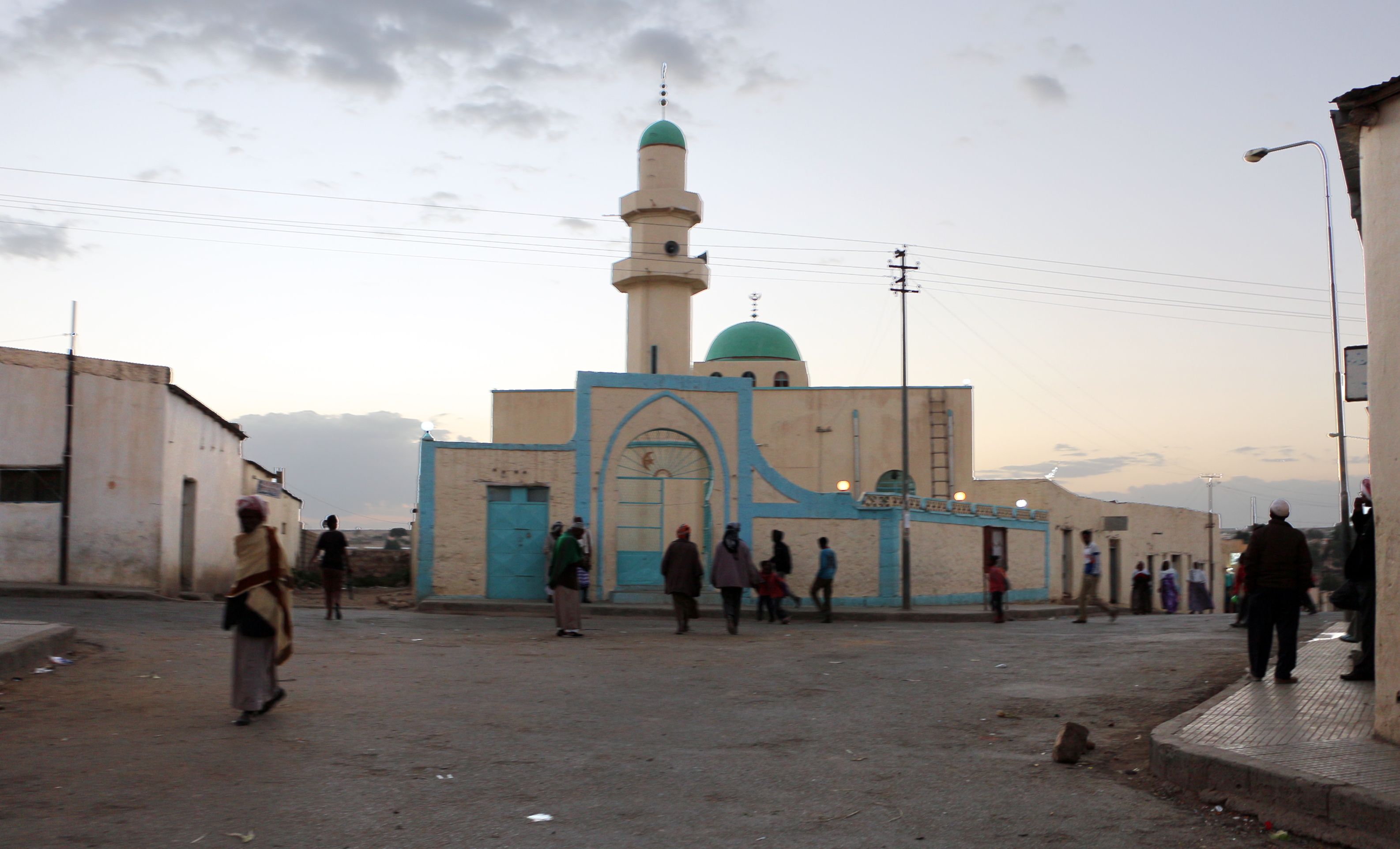
Mosquée à Adi Keyh.

En raison de la multiethnicité du pays et de la ville, chrétiens, coptes, orthodoxes et catholiques ainsi que les musulmans ont plusieurs lieux de culte en ville.

## Personnalités liées
- Yirgalem Fisseha Mebrahtu (née en 1981 à Adi Keyh), poétesse, écrivaine et journaliste érythréenne, emprisonnée de 2009 à 2015.